# Xaraya
Xaraya — система управления контентом (содержанием) веб-сайта. Она представляет собой расширяемое ПО с открытым кодом, написанное на PHP с использованием баз данных MySQL, PostgreSQL и лицензируемое по GNU GPL.
Проект основан на коде PostNuke, который впоследствии был замещён собственным.
Коллектив разработчиков Xaraya имеет более сорока активных членов с пяти континентов и говорящих на более чем десяти языках.

## Название
Название Xaraya было выбрано по итогам конкурса среди разработчиков. Предложенное Marty Vance (Dracos) название Xaraya на самом деле ничего не означает, просто разработчики пытались найти интересное и уникальное имя.
Однако оно напоминает испанское название ската — raya, поэтому изображение ската было использовано в новой теме сайта программы.
Произносится как Zah-rai-ah (За-рай-а).

## Достоинства Xaraya
- Модульная архитектура с системой аутентификации и событий. Использует собственную модель динамических данных.
- Основана на стандартах XHTML и CSS.
- Работает на большинстве платформ, поддерживающих PHP, включая Linux, Microsoft Windows и Mac OS X, а также с разными БД, такими как MySQL и PostgreSQL.
- Расширяемая до любого уровня сложности, Xaraya включает модульную систему кеширования, улучшающую производительность сайта.
- Интернациональная. Разработана международным коллективом разработчиков и переведена на все основные языки.
- Простой и удобный интерфейс для инсталляции, управления контентом и задач администрирования.

## Недостатки Xaraya
- Сложности при первоначальном изучении.
- Нестандартный интерфейс пользователя.
- Ядро системы почти не обновляется.

## История
На начало 2014 года официальный сайт, а также Twitter и блоги проекта недоступны уже несколько месяцев. Русскоязычный домен недоступен уже несколько лет. Проект вероятно можно считать или замороженным или закрытым.